# 靜間良紀
靜間良紀，或譯靜間義則（日语：しずま よしのり，1970年代11月7日—），日本男性插畫家。

## 來歷
東京都出生，在埼玉縣成長。高校畢業後選讀千代田工科藝術專門學校插畫科系，但因為就業失敗，一面在秋葉原的一間零件屋打工，一面當烘焙屋的店員。
烘焙屋倒閉之後轉往遊戲公司上班，2008年於在職中開始在網路插圖交流平台pixiv投稿插圖。被『pixiv年鑑2009』看見而成為契機，開始接公司之外託付的輕小說插圖的繪製。成為自由身之後主要負責芝村裕吏小說《邊緣行動》和的插圖，及網頁遊戲《艦隊Collection》的人物設定和動畫《刀使之巫女》的人物原案。

## 作品列表

### 擔任插圖
- CEREVOT Ver. CEREVO CAM：角色插圖（大戶あげる）
- （大樹連司，GAGAGA文庫）
- （Fami通文庫）
- 澤木道樂堂怪奇錄（寺本耕也，MediaWorks文庫）
- 邊緣行動系列（芝村裕吏，星海社FICTIONS）
- （芝村裕吏，星海社FICTIONS）
- 從零開始的魔法書（虎走かける，電擊文庫、台灣角川）
- 魔王學院的不適任者 ～史上最強的魔王始祖，轉生就讀子孫們的學校～（秋（日语：秋 (小説家)），電擊文庫）

### 人物設定、原案
- 『艦隊Collection』角色設定（長門、陸奧、大和、武藏、雪風、島風、天津風、時津風、秋月、照月、涼月（日语：涼月 (駆逐艦)）、初月（日语：初月 (駆逐艦)）、秋津洲、衣阿華、防空棲姬[6]、薩拉托加、伊13、伊14、亞特蘭大）
- 『永恆綠洲 精靈與種人的海市蜃樓（日语：Ever Oasis 精霊とタネビトの蜃気楼）』任天堂：人物設定
- 『刀使之巫女』：人物原案[7]

## 畫冊
- －2015年9月29日發行 ISBN 978-4-06-219799-1

## 外部連結
- PLANET MARS （页面存档备份，存于） （日語）－靜間良紀的官方個人網站。
- 靜間良紀的X（前Twitter） （日語）